# Мирјана Новаковић
Мирјана Новаковић (Београд, 28. април 1966) српска је књижевница. Приче и романи Мирјане Новаковић објављени су на француском, енглеском, грчком, бугарском, руском и немачком језику.

## Биографија
У прози Мирјане Новаковић преплићу се садашњост и прошлост, фантастика и реализам. Ликови су занимљиви, заплети су неочекивани и преплићу се елементи кримића, хорора, митског и научне фантастике. Њена проза је занимљива и за обичног и за захтевног читаоца. Приповедачки стил је ироничан са пуно духа и шарма.
Мирјана Новаковић је дебитовала 1996. године збирком Дунавски апокрифи у издању Народне књиге. У овој збирци су се нашле две новеле: Громовска Легија и Јеванђеље по жедној.
Први роман Страх и његов слуга је у српску књижевност на велика врата вратио вампире, употпунивши добро познати канон освежавајућим постмодерним захватима. Без обзира што му је НИН-ова награда измакла за длаку (резултат гласања био је 3:2 у корист Ситничарнице „Код срећне руке“ Горана Петровића), Страх и његов слуга наставио је живот кроз многобројна издања и преводе и данас ужива култни статус.
Други роман Мирјане Новаковић, Johann's 501, прошао је мање запажено - прича о алтернативном Београду и преобликовању стварности била је многима превише захтевна и компликована. Овом роману је такође измакла НИН-ова награда, али је овенчан наградом Лазар Комарчић за најбољи фантастични роман у 2005. години. Године 2011. у књижарама се појавио трећи роман Мирјане Новаковић: Тито је умро који се нашао у ужем избору за НИН-ову награду и освојио друго место у избору за регионалну награду Балканика.

## Рецепција дела
Теофил Панчић је у недељнику Време, 25. јануара 2001. године, рецензирао роман Страх и његов слуга и истакао: „У роману Страх и његов слуга, малчице позамашном за данашње књижевне fast food стандарде – близу 300 страница – Новаковићева вешто и лепршаво, идејно и значењски пребогато но не и целомудрено, плете причу о појави вампира Тамо Негде Доле, на вазда мрачном Балкану (који је, зар не, њихова постојбина) , причу у којој се мешају хорор и фантази обрасци с постмодернистичким поигравањем сваковрсним цитатима и референцама, ама без ендемске домаће постмодернистичке гњаважности, причу у којој је историја - изврнута - наглавачке мизансцен за хуморно, пријатно повлачење читаоца за нос: таман што се навикне на једну „поделу улога“, таман што формира свој „хоризонт очекивања“, читалац бива одвучен на неку сасвим другу страну.. Ђорђе Бајић у тексту за Попбокс хвали роман: „Мешајући историјско и митско, реално и фантастично, ауторка ствара дело високе интертекстуалности које се отима тачном жанровском одређивању." Дејан Огњановић такође похваљује роман и закључује свој текст речима: „Ово је пре свега одлична – паметна, духовита, забавна, инспиративна - књига, и ту жанр или не-жанр немају много везе. Ово је пре свега задовољство читати (макар сам крај можда и не био по свачијем укусу, те зато има моју топлу препоруку."
Владимир Арсенић је написао о роману Тито је умро: „Нови роман Мирјане Новаковић Тито је умро прави је политички трилер и без обзира на константно исклизавање из уских трачница жанра, ово је сасвим добра књига... Тито је умро је прецизна дијагноза једног умирућег друштва у којем није могуће искорачити из унапред предодређених улога јер се Србија, као и свако транзицијско друштво у константној диктатури - ако не једне особе, оно капитала - претворила у кастинску државу у којој се зна ко су парије а ко кшатрије и ту истини није место."" Зоран Јанковић у часопису Yellow Cab даје роману највишу оцену: "Тито је умро и заиста је вешто постављена и вођена мистерија, али и политички роман par excellence... Новаковићева зналачки тка интригу која повезује политичке смицалице и закулисне игре у распону од готово пола века, те се овај њен роман може лако ишчитавати и као оглед о општем наслеђу књижевних мистерија са ретко упечатљивим главним ликом стигматизоване, непослушне и неподобне новинарке која добија задатак да разреши енигму једне оновремене политичке интриге, али и мистерију сумњивог (само) убиства надолазећег младог суперстара на политичкој позорници Србије данас."

## Награде
- Страх и његов слуга - награда „Исидора Секулић“, најужи избор за НИН-ову награду[9]
- - награда „Лазар Комарчић“, најужи избор за НИН-ову награду[10]
- Тито је умро - ужи избор за НИН-ову награду за 2011. годину; друго место у избору за регионалну награду Балканика за 2012. годину.

## Дела
- Дунавски апокрифи (Народна књига, 1996), збирка прича
- Страх и његов слуга (Revision Publishing, 2000), роман
- (Народна књига, 2005), роман
- Тито је умро (Лагуна, 2011), роман
- Тајне приче (Лагуна, 2016), збирка прича
- Мир и мир (Лагуна, 2020), роман